# Tepuihyla
Tepuihyla (лат.) — род бесхвостых земноводных из семейства квакш. Родовое название происходит от «тепуи» — столовые горы, расположенные на Гвианском плоскогорье в Южной Америке. Обитают в горах восточной и юго-восточной Венесуэлы и Гайаны, и, вероятно, в соседней Бразилии.

## Классификация
На январь 2023 года в род включают 9 видов:
- Tepuihyla aecii Ayarzaguena, Senaris & Gorzula, 1993
- Tepuihyla edelcae (Ayarzaguena, Senaris & Gorzula, 1993)
- Tepuihyla exophthalma (Smith & Noonan, 2001)
- Tepuihyla luteolabris Ayarzaguena, Senaris & Gorzula, 1993
- Tepuihyla obscura Kok at al., 2015
- Tepuihyla rodriguezi (Rivero, 1968)
- Tepuihyla shushupe Ron at al., 2016
- Tepuihyla tuberculosa (Boulenger, 1882) — Бородавчатая квакша
- Tepuihyla warreni (Duellman & Hoogmoed, 1992)